# McLaren MP4-24
McLaren MP4-24 – bolid teamu McLaren na sezon 2009 do wyścigu o Grand Prix Australii 2009. Za kierownicą bolidu McLarena MP4-24 zasiedli Brytyjczyk Lewis Hamilton i Fin Heikki Kovalainen. Bolid zaprezentowano 16 stycznia 2009 roku.
W bolidzie po raz pierwszy zastosowano system KERS.
Bolid wykonany jest z kompozytu włókna węglowego i aluminium o strukturze plastra miodu, zawiera przednią i boczne struktury uderzeniowe oraz zintegrowany zbiornik paliwa. Jednoczęściowa karoseria składa się z pokrywy na silnik i chłodnicę, oddzielną sekcję podłogową, strukturalny nos ze zintegrowanym przednim skrzydłem. Bolid wykorzystywał opony Bridgestone. W bolidzie zamontowano półautomatyczną sekwencyjną skrzynie biegów McLaren, siedem biegów plus wsteczny. W bolidzie zastosowano silnik Mercedesa FO108W 2.4 V8.
Bolid dwa razy dojechał do mety na pierwszym miejscu a na podium dojeżdżał pięciokrotnie. Bolid uczestniczył w 17 GP, 34 wystartował na torze, cztery razy startował z Pole position, osiem razy nie dojechał do mety. W klasyfikacji generalnej zespół zdobył 71. punktów i uplasował się na trzeciej pozycji.

## Wyniki
| Legenda oznaczeń w tabelach wyników Wyświetl szablon na nowej stronie | Legenda oznaczeń w tabelach wyników Wyświetl szablon na nowej stronie                                                                     |
| Oznaczenie                                                            | Wyjaśnienie |
| --------------------------------------------------------------------- | --- |
| Złoty                                                                 | Zwycięzca lub mistrzostwo |
| Srebrny                                                               | 2. miejsce lub wicemistrzostwo |
| Brązowy                                                               | 3. miejsce lub II wicemistrzostwo |
| Zielony                                                               | Ukończył, punktował (w klasyfikacji generalnej, gdy zdobył co najmniej jeden punkt na przestrzeni sezonu, poza trzema powyższymi opcjami) |
| Niebieski                                                             | Ukończył, nie punktował (w klasyfikacji generalnej, gdy nie zdobył co najmniej jednego punktu na przestrzeni sezonu)                      |
| Czerwony                                                              | Nie zakwalifikował się (NZ) |
| Czerwony                                                              | Nie prekwalifikował się (NPK) |
| Różowy                                                                | Nie ukończył (NU) |
| Różowy                                                                | Niesklasyfikowany (NS) (w klasyfikacji generalnej, gdy nie został sklasyfikowany w żadnym wyścigu sezonu)                                 |
| Czarny                                                                | Zdyskwalifikowany (DK) |
| Czarny                                                                | Wykluczony (WYK/EX) |
| Biały                                                                 | Nie wystartował (NW) |
| Biały                                                                 | Kontuzjowany (K/INJ) |
| Biały                                                                 | Wyścig odwołany (OD/C) |
| Bez koloru                                                            | Został wycofany (WYC/WD) |
| Bez koloru                                                            | Nie przybył (NP/DNA) |
| Bez koloru                                                            | Nie brał udziału w treningach (NT/DNP) |
| Bez koloru                                                            | Nie został zgłoszony (–) |
| Pogrubienie                                                           | Start z pole position |
| Kursywa                                                               | Najszybsze okrążenie wyścigu |
| †                                                                     | Nie ukończył, ale jego rezultat został zaliczony ze względu na przejechanie więcej niż 90% dystansu wyścigu.                              |
| *                                                                     | Sezon w trakcie |
| 1/2/3                                                                 | Punktowana pozycja w sprincie kwalifikacyjnym                                                                                             |
| Lista systemów punktacji Formuły 1                                    | |

| Sezon | Konstruktor | Kierowcy          | Wyniki w poszczególnych eliminacjach | Wyniki w poszczególnych eliminacjach | Wyniki w poszczególnych eliminacjach | Wyniki w poszczególnych eliminacjach | Wyniki w poszczególnych eliminacjach | Wyniki w poszczególnych eliminacjach | Wyniki w poszczególnych eliminacjach | Wyniki w poszczególnych eliminacjach | Wyniki w poszczególnych eliminacjach | Wyniki w poszczególnych eliminacjach | Wyniki w poszczególnych eliminacjach | Wyniki w poszczególnych eliminacjach | Wyniki w poszczególnych eliminacjach | Wyniki w poszczególnych eliminacjach | Wyniki w poszczególnych eliminacjach | Wyniki w poszczególnych eliminacjach | Wyniki w poszczególnych eliminacjach | Wyniki kierowców | Wyniki kierowców | Wyniki konstruktora | Wyniki konstruktora |
| Sezon | Konstruktor | Kierowcy          | Australia                            | Malezja                              |                                      | Bahrajn                              | Hiszpania                            | Monako                               | Turcja                               | Wielka Brytania                      | Niemcy                               | Węgry                                | Hiszpania                            | Belgia                               | Włochy                               | Singapur                             | Japonia                              | Brazylia                             |                                      | Pkt.             | Msc.             | Pkt.                | Msc.                |
| ----- | ----------- | ----------------- | ------------------------------------ | ------------------------------------ | ------------------------------------ | ------------------------------------ | ------------------------------------ | ------------------------------------ | ------------------------------------ | ------------------------------------ | ------------------------------------ | ------------------------------------ | ------------------------------------ | ------------------------------------ | ------------------------------------ | ------------------------------------ | ------------------------------------ | ------------------------------------ | ------------------------------------ | ---------------- | ---------------- | ------------------- | ------------------- |
| 2009  | McLaren     | Lewis Hamilton    | DSQ                                  | 7                                    | 6                                    | 4                                    | 9                                    | 12                                   | 13                                   | 16                                   | 18                                   | 1                                    | 2                                    | NU                                   | 12                                   | 1                                    | 3                                    | 3                                    | NU                                   | 49               | 5                | 71                  | 3                   |
| 2009  | McLaren     | Heikki Kovalainen | NU                                   | NU                                   | 5                                    | 12                                   | NU                                   | NU                                   | 14                                   | NU                                   | 8                                    | 5                                    | 4                                    | 6                                    | 6                                    | 7                                    | 11                                   | 12                                   | 11                                   | 22               | 12               | 71                  | 3                   |